# Бюрегаван
Бюрегаван (на арменски: Բյուրեղավան) е град, разположен в провинция Котайк, Армения. Населението му през 2011 година е 9513 души.

## Население
- 1990 – 5873 души
- 2001 – 10 378 души
- 2009 – 7023 души
- 2011 – 9513 души